# Жуан I (герцог Браганса)
Дон Жуан I де Браганса (порт. João I, Duque de Bragança; 1543 — 22 февраля 1583) — португальский аристократ, 6-й герцог Браганса (1563—1583).
Также носил титулы: 1-й герцог Барселуш (1562—1563), маркиз Вила-Висоза, граф Оурен, граф Нейва и граф Аррайолуш (1563—1583).

## Биография
Старший сын Теодозиу I (1510—1563), 5-го герцога Браганса (1532—1563), и Изабель де Ланкастер (1513—1558), дочери Жорже де Ланкастра, герцога Коимбра, и Беатрисы де Меру.
В 1562 году Жуан де Браганса получил титул герцога Барселуша. В сентябре 1563 года после смерти своего отца Теодозиу, Жуан унаследовал титул и владения герцога Браганса. 8 декабря 1563 года женился на доне Екатерине де Гимарайнш, дочери Дуарте Португальского, 4-го герцога Гимарайнш.
В 1578 году во время неудачной экспедиции в Марокко был разгромлен и убит король Португалии Себастьян I (1557—1578), который не оставил после себя потомства. Новым королём Португалии был избран бывший кардинал Энрике I (1578—1580), пятый сын Мануэла I. Так как Энрике был стар и не мог иметь детей, в Португалии обострилась борьба за королевский трон еще при жизни Энрике. Герцог Жуан Браганса поддерживал претензии своей жены Екатерины де Гимарайнш (она была внучкой короля Мануэла I) на королевский престол. Король Испании Фелипе II (другой внук Мануэла I), также претендовал на вакантный португальский трон и пытался подкупить герцога, предлагая ему взамен вице-королевство Бразилия и должность великого магистра ордена Христа, а также разрешение, чтобы ежегодно отправлять собственный корабль в Индию. Кроме того, король Испании Фелипе II соглашался выдать одну из своих дочерей (Изабеллу Клару Евгению или Каталину Микаэлу) замуж за Теодозиу, старшего сына и наследника Жуана Браганса. Но герцог Жуан Браганса, находившийся под влиянием своей жены, отказался от предложения.
В 1580 году после смерти кардинала-короля Энрике герцог Жуан Браганса встречался королевскими губернаторами в Лиссабоне и Сетубале, пытаясь убедить их признать претензии его жены Екатерины де Гимарайнш на вакантный королевский престол, но в конечном итоге признал испанского короля Фелипе II новым королём Португалии под именем Филипе I. После гражданской войны и поражения в битве при Алкантара претендента Антонио из Крату Фелипе II прибыл в Португалию, где на кортес в Томаре пожаловал Жуану Браганса Орден Золотого руна.
В 1582 году король Испании Филипп II передал Теодозиу, старшему сыну и наследнику герцога Жуана Браганса, должность коннетабля Португалии. Его второй сын Дуарте получил испанский титул маркиза Фречилья, а третий — Александр — был отправлен в Испанию, ему суждено было стать священнослужителем.
22 февраля 1583 года герцог Жуан Браганса скончался в Вила-Висоза.

## Семья и дети
В 1563 году женился на своей двоюродной сестре, инфанте Екатерине де Гимарайнш (1540—1614), дочери инфанта Дуарте Португальского (1515—1540), 4-го герцога Гимарайнша (1537—1540), и Изабеллы Браганса (1514—1576). Их дети:
- Мария Браганса (1565—1592)
- Серафина Браганса (1566—1604), замужем с 1594 года за Хуаном Фернандесом Пачеко, 5-м герцогом де Эскалона
- Теодозиу II де Браганса (1568—1630), 7-й герцог Браганса (1583—1630), отец будущего короля Португалии Жуана IV
- Дуарте Браганса (1569—1627), 1-й маркиз Фречилья
- Александр Браганса (1570—1608), архиепископ Эвора (1602—1608)
- Керубина Браганса (1572—1580)
- Анхелика Браганса (1573—1576)
- Мария Браганса (1573—1573)
- Изабелла Браганса (1578—1582)
- Филиппе Браганса (1581—1608)